# Godło Libii

Symbol widniejący na okładce libijskiego paszportu

Godło Libii – jeden z symboli narodowych Libii, używany w latach 1952–2012.
W latach 2011–2012 jego rolę pełnił symbol Narodowej Rady Tymczasowej. Emblemat ten, miał postać dwóch współśrodkowych okręgów. W środkowym znajdowały się trzy półksiężyce, symbole islamu, w barwach zielonej, czarnej oraz czerwonej, reprezentujących trzy historyczne krainy Libii – Trypolitanię, Fazzan i Cyrenajkę. Są to też barwy flagi Libii i barwy narodowe tego kraju. Obok nich mieściły się trzy czarne fale, symbolizujące pustynne piaski oraz gwiazda na znak bezchmurnego nocnego libijskiego nieba. Pomiędzy okręgami umieszczono na obwodzie napis w języku arabskim i angielskim – „Libia. Narodowa Rada Tymczasowa”. Po rozwiązaniu Narodowej Rady Tymczasowej w sierpniu 2012 roku, znak ten utracił ważność. Od tamtej pory nie uchwalono oficjalnego godła Libii. 
W 2013 roku wprowadzono nowe paszporty dla libijskich obywateli. Na okładce pojawił się symbol z flagi kraju: półksiężyc i pięcioramienna gwiazda. 

## Dawne herby i godła Libii

Herb Libii Włoskiej (1934–1943)
Godło Królestwa Libii (1952–1969)
Godło Libijskiej Republiki Arabskiej (1969–1972)
Godło Libijskiej Republiki Arabskiej w ramach Federacji Republik Arabskich (1972–1977)
Godło Wielkiej Arabskiej Libijskiej Dżamahirijji Ludowo-Socjalistycznej (1977–2011)
Emblemat Narodowej Rady Tymczasowej (2011–2012)